# Roger Black (comico)
Roger Black (Toccoa, 24 novembre 1975) è un comico, doppiatore e sceneggiatore statunitense.
È noto soprattutto per l'interpretazione del suo personaggio Yucko il Clown e per essere il co-creatore, con Waco O'Guin, delle serie animate Brickleberry, di Comedy Central, e Paradise Police, di Netflix.

## Biografia
Nato a Toccoa, in Georgia, Roger Black ha conseguito il Master's degree all'Università della Georgia, dove ha incontrato l'amico e futuro collaboratore Waco O'Guin. Ha vissuto parte della sua vita ad Athens, in Georgia, e a Burbank, in California.

## Carriera
Roger Black, sotto lo pseudonimo Yucko il Clown, è stato ospite per la prima volta al The Howard Stern Show. In seguito sarebbe diventato un ospite regolare apparendo in studio e alla fine avrebbe gareggiato e sarebbe diventato finalista nel concorso Get John's Job. È noto per aver recitato in The DAMN! Show insieme al collega e scrittore Waco O'Guin e nella serie Stankervision di MTV2. Il 25 settembre 2012, Black e O'Guin hanno presentato in anteprima la serie animata Brickleberry, prodotta da Daniel Tosh, su Comedy Central. La serie è stata cancellata nel gennaio 2015 e si è conclusa nell'aprile dello stesso anno.
Nel 2018, Black e O'Guin hanno creato la serie animata Paradise Police di Netflix.

## Doppiatori italiani
Da doppiatore è sostituito da:
- Mino Caprio in Brickleberry, Paradise Police (Connie)
- Stefano Santerini in Brickleberry, Paradise Police (BoDean)
- Lorenzo Accolla in Paradise Police (Delbert)
- Luigi Scribani in Paradise Police (Terry Due-Dita)
- Nicola Braile in Paradise Police (Predicatore Paul)
- Ambrogio Colombo in Paradise Police (Marcos Narcos)